# Сафонов, Илья Иванович
Илья Иванович Сафонов (1825—1896) — русский военный деятель, генерал-лейтенант Терского казачьего войска, участник Кавказской войны. Отец дирижёра, педагога и общественного деятеля В. И. Сафонова.

## Биография
Родился 20 июля 1825 года в станице Ищёрская в семье урядника Терского казачьего войска, по вероисповеданию — единоверец. Получив только домашнее образование, поступил на военную службу 1 января 1845 года рядовым и достиг генеральских чинов, так и не имея никакого специального военного образования.
Ранняя служба Сафонова пришлась на самый разгар Кавказской войны; участвуя в кампаниях 1848—1851 годов (против Шамиля и Хаджи-Мурата), он за боевые отличия был произведён в первый офицерский чин хорунжего (30 сентября 1849 года) и награждён двумя орденами. Последующие отличия (в кампаниях 1854, 1855 и 1857 годов) принесли ему производство в сотники (в 1856 году со старшинством с 13 июля 1857 года) и последовавший вскоре, 16 декабря 1857 года, перевод в лейб-гвардии Кавказский казачий эскадрон Собственного Его Императорского Величества Конвоя чином корнета гвардии. Сафонов совершил 4-месячный конный переход с Кавказа к берегам Невы.
Быстро повышаясь в чинах, Сафонов был произведён за отличие в поручики гвардии (10 августа 1858 г.), штабс-ротмистры гвардии (20 июня 1860 г.) и ротмистры гвардии (4 марта 1865 г.) и в 1867 году был назначен командиром лейб-гвардии Кавказского Терского казачьего эскадрона. 8 октября 1868 года в Золотой зале Зимнего дворца состоялись торжества по случаю вручения эскадрону императором Александром II Георгиевского штандарта; в связи с этим Сафонов написал известную строевую песню эскадрона «Полным сердцем торжествуя…». 30 августа 1869 года произведён в полковники.
В конце 1860-х годов командир лейб-гвардии Терского казачьего эскадрона ротмистр Сафонов усовершенствовал винтовку Бердана, приспособив её к нуждам казачьей службы. Созданная Сафоновым кавалерийская версия винтовки Бердана стала поступать на вооружение казачьих частей с 1871 года, после того, как её достоинства оценил лично император Александр II во время офицерских стрельб в лагере под Красным Селом. И примерно к 1875 году большинство казачьих соединений были практически полностью укомплектованы винтовкой Сафонова. Первым серьезным испытанием для системы Бердана № 2 стала Русско-турецкая война 1877—1878 годов. Казачьи винтовки использовались на всех театрах военных действий и зарекомендовали себя весьма достойно.
Впоследствии Сафонов исполнял должность коменданта Пятигорска (с 18 апреля по 6 декабря 1877 года), был временным членом Комитета казачьих войск (с 4 мая 1884 года по 16 февраля 1885 года) и на протяжении восьми лет (с 16 февраля 1885 года по 14 января 1893 года) был командиром Терской казачьей бригады; в генерал-майоры Илья Иванович был произведён 23 ноября 1879 года.
14 января 1893 года генерал-майор Сафонов был назначен командующим 2-й Кавказской казачьей дивизией, а 30 августа того же года произведён в генерал-лейтенанты с утверждением в должности начальника дивизии. 16 ноября 1895 года 70-летний генерал был освобождён от должности с назначением состоять при войсках Кавказского военного округа.
Во время коронации Николая II Илья Иванович Сафонов нёс над царём балдахин. Опора, которую он держал, обломилась, — и всю тяжесть со своей стороны генерал вынес на руках.
По семейной легенде его посетил Хайрем Ма́ксим чтобы продемонстрировать свой пулемёт. Изобретатель был поражён, когда Сафонов у него на глазах разобрал и собрал его детище. Экземпляр был оставлен в дар Сафонову и красовался на башне его имения в Ищёрской.
Скончался Илья Иванович Сафонов в Кисловодске 22 августа 1896 года от рака лёгких (исключён из списков умершим Высочайшим приказом от 3 октября 1896 года). Похоронен в Кисловодске у Свято-Никольского собора, попечителем строительства которого ранее и являлся (собор был закончен и освящён в 1888 году); на его похоронах присутствовали А. П. Чехов, А. И. Чупров.
При его участии и материальной поддержке в Кисловодске были построены гостиница, железнодорожный вокзал и курзал при нём, ставший центром музыкальной жизни Кавказских Минвод.
В 1932 году большевики взорвали фамильный склеп Сафоновых на территории Свято-Никольского собора Кисловодска.

## Семья
Илья Иванович Сафонов был женат на дочери подполковника Терского казачьего войска Анне Илларионовне Фроловой, уроженке станицы Червлённой. У супругов было трое детей: родившийся в 1852 году сын Василий и дочери Анастасия (родилась в 1853 году) и Мария (родилась в 1859 году).
Именно Сафонов-старший изначально пригласил учителя музыки своим детям; когда впоследствии Василий Ильич, обучавшийся в престижном Александровском лицее, захотел вместо открывавшейся перед ним служебной карьеры полностью посвятить себя музыке, отец сначала воспротивился, но затем уступил аргументам сына. В 1880 году Василий Сафонов советовался с отцом, принимать ли предложение о преподавании в Петербургской консерватории или сосредоточиться на концертной деятельности, и Илья Иванович убедил его согласиться.

## Награды
- Орден Святой Анны 4-й степени с надписью «За храбрость» (1852)
- Орден Святой Анны 3-й степени с мечами и бантом (1853)
- Орден Святого Владимира 4-й степени с мечами и бантом (1863)
- Орден Святого Станислава 2-й степени (1864, императорская корона к этому ордену пожалована в 1866 году)
- Орден Святой Анны 2-й степени (1868)
- Орден Святого Владимира 3-й степени (1871)
- Орден Святого Станислава 1-й степени (1883)
- Орден Святой Анны 1-й степени (1887)
- Орден Святого Владимира 2-й степени (1891)
- Знак отличия за XL лет беспорочной службы (1895)